# CD1
Imunitní systém potřebuje neustále informovat o tom, co se děje mimo buňku a uvnitř buňky. K tomu slouží značně variabilní MHC glykoproteiny I. třídy a II. třídy. Tyto proteiny prezentují T buňkám fragmenty proteinů, které se nacházejí uvnitř (MHC I. třídy) a vně (MHC II. třídy) buňky. Ovšem existují i glykoproteiny, které jsou velmi málo variabilní a prezentují T buňkám nikoliv proteiny, ale lipidy. Jedná se o glykoproteiny diferenciační skupiny 1 (cluster of differentiation 1, CD1), které jsou strukturně podobné MHC I. třídě, jelikož obsahují 1 těžký řetězec, který nekovalentně asociuje s β2microglobulinem. Tyto glykoproteiny se na základě sekvenční podobnosti jejich těžkých řetězců dále dělí do tří skupin, které se liší svými ligandy, strukturou a expresí. 

## Genetika

### Lidské CD1
V lidském genomu se nachází celkem 5 genů pro 5 isoform CD1. V tomto případě isoformy značí produkty různých genů, nikoliv produkty různého sestřihu jednoho genu. Všech 5 genů CD1A -E, které kódují stejnojmenné proteiny CD1a-e, se nachází na chromosomu 1. Všechny geny obsahují celkem 6 exonů: 5' nepřekládanou oblast (5' untranslated region, 5'UTR) se signálním peptidem, α1 doménu, α2 doménu, α3 doménu, transmembránovou doménu a cytoplasmatický ocas s 3' nepřekládanou oblastí (3' untranslated region, 3'UTR). Sekvenční alignment celé přepisované oblasti odhalil, že α3 doména je silně konzervovaná mezi všemi CD1 geny a exony se signálním peptidem, s transmembránovou doménou a s cytoplasmatickým ocasem jsou variabilní, ale příliš krátké, aby alignment jakkoliv ovlivnily. To znamená, že pouze na základě α1 a 2 domény lze CD1 glykoproteiny rozdělit do následujících skupin:
- Skupina 1 se skládá z CD1a, CD1b a CD1c, které jsou exprimovány zejména na povrchu antigen prezentujících buněk, jež byly aktivovány např. pomocí IL-1β.[3] Silnou expresi CD1a lze pozorovat u kožních dendritických buněk (Langerhansových buněk).[4] CD1c expresi lze pozorovat např. u B buněk marginální zóny.[1][2][3]
- CD1d (skupina 2) má oproti skupině 1 širší a na aktivaci nezávislou expresi, jelikož je exprimován kontinuálně na mnoha buněčných typech. Slabou expresi lze pozorovat na různých místech těla, ale silnou expresi CD1d mají na svém povrchu např. stelární buňky jater nebo některé B buňky.[1] [2]

- CD1e (skupina 3) je oproti skupinám 1 a 2 exprimován pouze intracelulárně.[2][5]

### Zvířecí CD1
Žádné výrazné rozdíly mezi CD1 geny nelze pozorovat ani u zvířat. Rozdílný je ale jejich počet. Zvířata ve svém genomu velmi často mají větší počet CD1 genů než člověk. Tyto geny pravděpodobně vznikly duplikací, přičemž nejvíce podléhá duplikaci CD1a. Příkladem vysokého počtu CD1 genů je Myotis lucifugus, který má 17 CD1a, 2 CD1b, 0 CD1c, 5 CD1d a 2 CD1e. Ovšem mohou mít i menší počet těchto genů, jako např. důležitá laboratorní zvířata - myši, které mají pouze 2 CD1d geny. Z tohoto důvodu byly pro studium skupiny 1 CD1 genů vytvořeny myší transgenní modely, které tuto skupinu genů exprimují.

## Struktura
Celková struktura CD1 molekul se svým jedním těžkým řetězcem a nekovalentně asociovaným β2microglobulinem je značně podobná MHC glykoproteinům I. třídy. Stejně tak vazba ligandů je u obou molekul zajištěna výhradně α1 a α2 doménami, které jsou tvořeny 2 α-helixy a 8 β-listy. Ovšem oproti MHC glykoproteinům I. třídy mají CD1 svou vazebnou doménu značně překrytou jedním α-helixem a jedná se tedy spíše o dutiny nežli o otevřenou vazebnou kapsu. Tato dutina je navíc značně hydrofobní, což odpovídá tomu, že hlavní ligandy CD1 molekul jsou různé tělu vlastní, ale i cizí lipidové molekuly. Strukturně můžeme vidět 2 rozdílné skupiny:
- První skupina obsahuje pouze dutiny A' a F' a patří sem CD1a, CD1c, CD1d a CD1e. Tyto dutiny se liší svými velikostmi a tvary, což určuje specificitu ligandů jednotlivých CD1 isoform.[1]
  - CD1a má nejmenší A' dutinu tvaru zahnuté trubky, což snižuje délku lipidů, které mohou být prezentovány. Na druhou stranu větší volnost v F' dutině umožňuje prezentovat i některé krátké lipopeptidy.[4]
  - CD1d má A' dutinu plně propojenou a vytváří tedy kruhovou dutinu pro lipidové molekuly.[3] Jeho dutina je nejlepší pro vazbu lipidů, které mají jako základ ceramid.[1]
  - CD1c je tvarem svých dutin kombinací CD1a a CD1d. Obsahuje také kruhovou A' dutinu a jeho F' dutina je ještě více volná než u CD1a, což umožňuje CD1c vázat lipidy se značně velkými koncovými skupinami (včetně lipopeptidů). Navíc obsahuje D'/E' otvor, který umožňuje pár uhlíkům z mastné kyseliny lipidu vystoupit z vazebného místa.[4]
- Druhá skupina je zastoupena pouze CD1b, který kromě A' a F' dutiny obsahuje navíc dutiny C' a T'. Dutiny A', F' a T' vytváří jednu velkou propojenou vazebnou doménu, přičemž T' dutina obsahuje otvor, který umožňuje delším mastným kyselinám vystoupit z této dutiny. Jelikož CD1b obsahuje tyto 2 dutiny navíc, je schopný také vázat nejdelší lipidy ze všech CD1 isoform.[4]

## Funkce

### Vazba antigenu
Hlavní funkcí CD1 molekul je, stejně jako u MHC glykoproteinů, vazba antigenů, které následně prezentuje T buňkám. Celý proces interakce lipidového antigenu a CD1 molekul začíná v endoplasmatickém retikulu. Zde dochází k sestavení CD1 molekul a může zde potenciálně dojít i k navázání lipidových antigenů za pomoci lipid přenášejících proteinů (lipid transfer protein, LTP). Jestli ovšem odsud CD1 molekuly odchází s již navázaným antigenním lipidem (obdoba MHC glykoproteinu I. třídy) a nebo s lipidovým invariantním řetězcem (obdoba MHC glykoproteinu II. třídy), je stále nejisté.
CD1 molekuly se dále přes Golgiho aparát dostávají na povrch, kde mohou již prezentovat získané lipid T buňkám. Zároveň zde také může docházet k navázání volných lipidů na CD1 a nebo výměně lipidů mezi jednotlivými CD1 molekulami. Na povrchu ovšem zůstává stále pouze CD1a, ostatní CD1 molekuly (CD1b, CD1c a CD1d) jsou internalizovány pomocí AP2 nebo AP3 adaptorového komplexu, který umožňuje složení klathrinových váčků a následný přenos CD1 molekul buď do časného endozomu (v případě AP2), a nebo do pozdního endozomu (v případě AP3). CD1a není internalizován, jelikož jeho cytoplasmatický ocas neobsahuje tyrosinový motiv, který je rozpoznán komplexy AP2 a 3. V endozomech a i v lyzozomech dochází k navázání pro prezentaci důležitých lipidových antigenů, a to nejspíše opět pomocí LTP, jako např. CD1e a saposin A-D, i když přesné důkazy prozatím chybí. S těmito antigeny jsou CD1 molekuly transportovány zpět na povrch.

### Prezentace antigenu
S navázaným lipidovým antigenem může dojít ke stimulaci různých populací T buněk. Klasické MHC glykoproteiny stimulují αβ T buněčný receptor (αβ TCR) T buněk. Při této stimulaci dochází ke kontaktu mezi TCR, MHC a vázaným peptidem. U CD1 molekul může docházet k podobné interakci, kdy variabilní smyčky TCR receptoru, známé jako CDR (Complemetarity Determining Regions), interagují jak s CD1, tak s vázaným lipidem. K takovéto podobné interakci dochází u skupiny 2 CD1 molekul (CD1d), ale i u skupiny 1, a to u CD1b a CD1c. Oproti tomu interakce s CD1a je na ligandu nezávislá.
Skrze interakci s CD1d dochází k aktivaci NKT lymfocytů (Natural killer T cell), které na svém povrchu exprimují NK receptory jako např. CD161 a TCR, který se skládá z γ a δ řetězce. Oproti tomu interakcí s CD1a a CD1b dochází k aktivaci klasických αβ T buněk. CD1c je schopný aktivovat jak αβ T buňky, tak γδ T buňky.

## Využití v diagnostice
CD1 je exprimován na kortikálních buňkách brzlíku, ale ne na diferenciovaných T buňkách. To také platí pro neoplastické buňky z těchto populací, takže přítomnost CD1 glykoproteinu se využívá v imunohistochemické diagnostice k určení některých nádorů brzlíku a nádorů vznikajících z T buněčných prekurzorů. CD1a je také specifický marker Langerhansových buněk, a může být proto požit při diagnostice histocytózy Langerhansových buněk. Další nemoci, při kterých se může ukázat CD1 pozitivita, jsou myeloidní leukémie a některé druhy lymfomů B buněk.